# تحميص القهوة

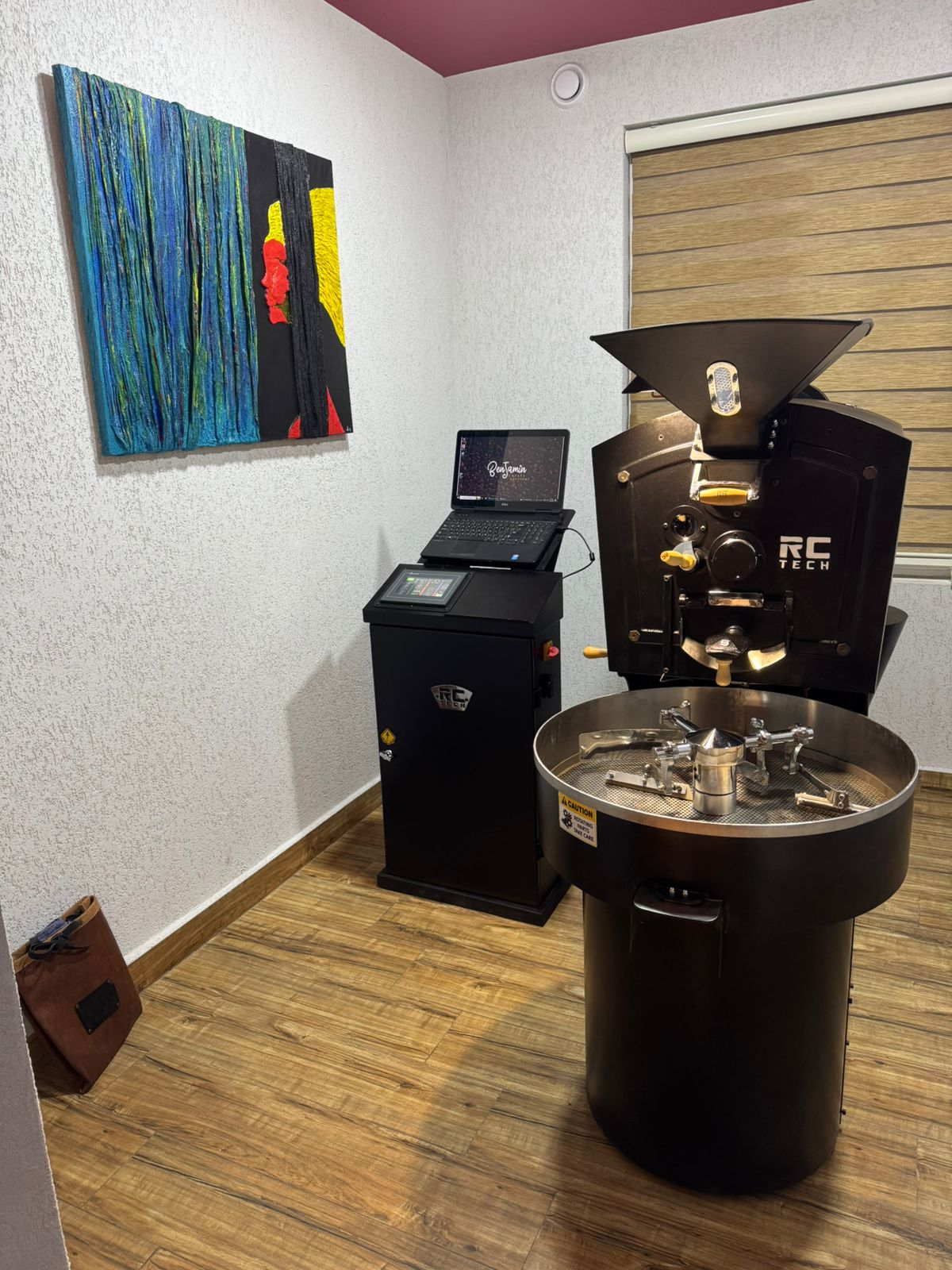
محمصة قهوة تجارية من النوع الأسطواني

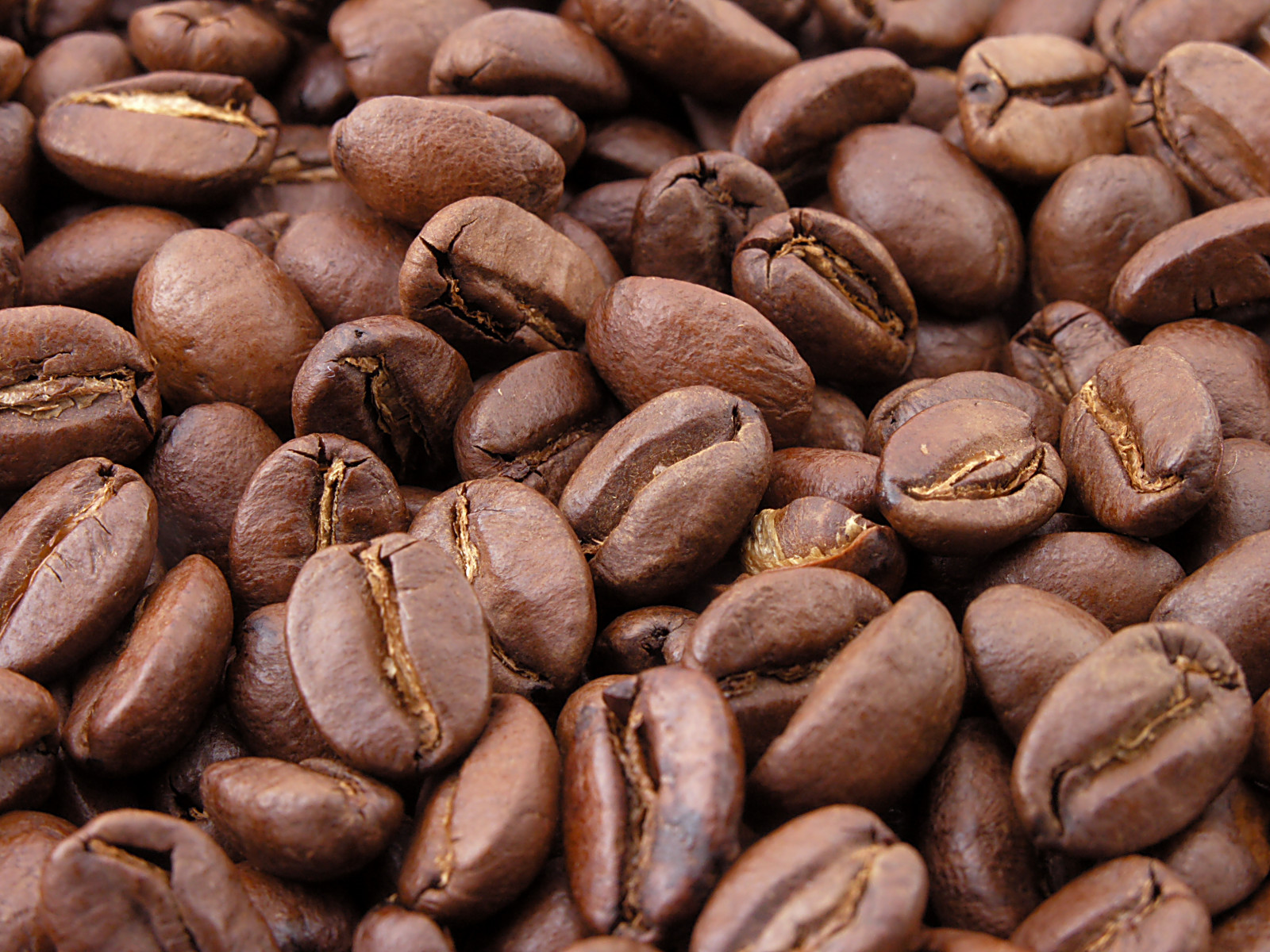
حبوب قهوة محمصة تحميصاً خفيفاً

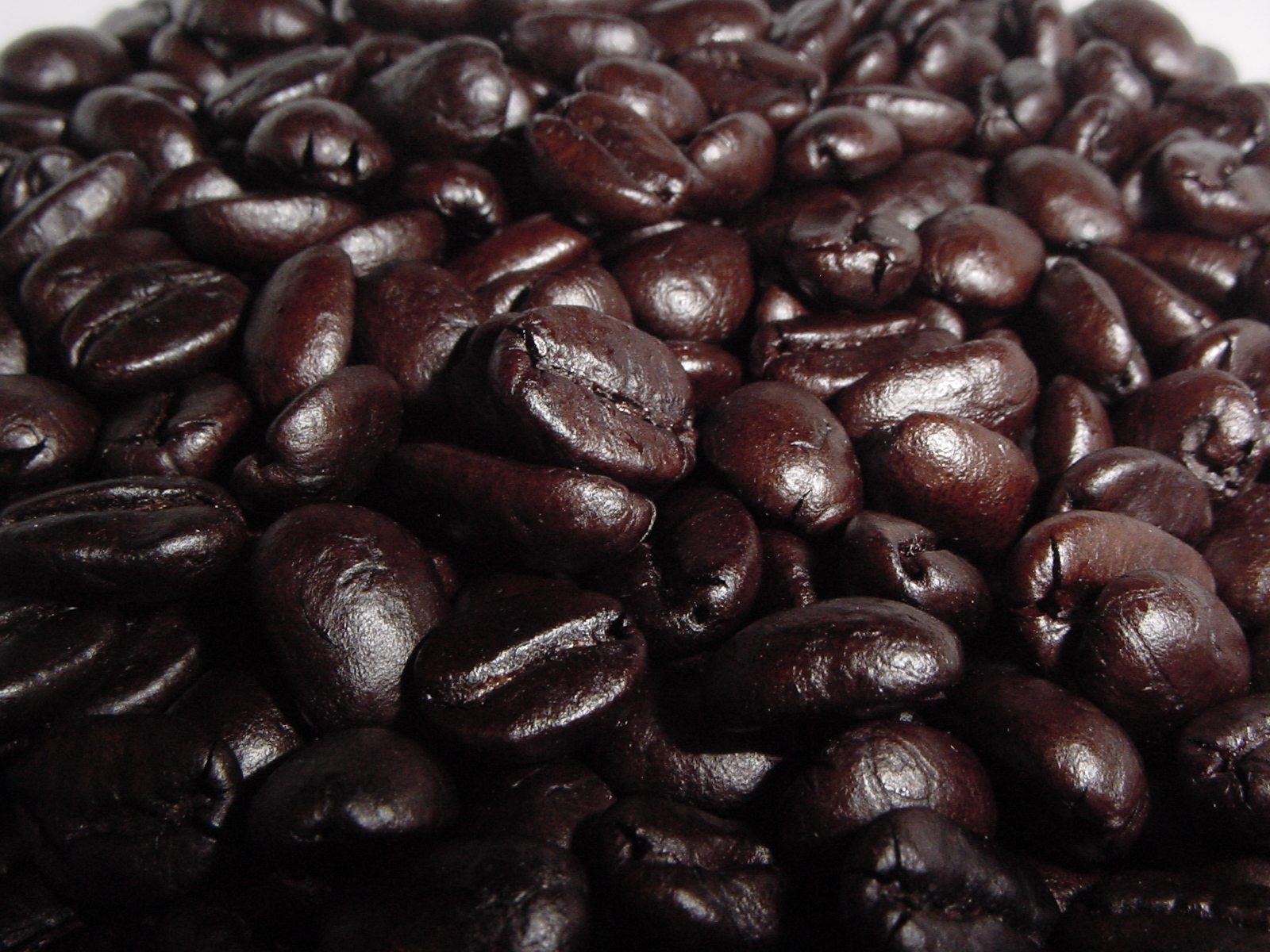
حبوب قهوة محمصة تحميصاً عميقاً

تحوّل عملية تحميص القهوة الخصائص الكيميائية والفيزيائية لحبوب القهوة إلى قهوة محمصة جاهزة للاستهلاك. إن عملية التحميص هي التي تُنتج النكهة المميزة للقهوة وذلك بتغيير صفات حبوب القهوة الخضراء متضمنة اللون والطعم والرائحة والكثافة. تتضمن حبوب البن غير المحمصة نفس الأحماض والبروتين والكافيين التي تحتويها القهوة المحمصة، لكن الطعم والنكهة يختلفان. تتسبب الحرارة بحدوث تفاعل ميلارد وغيره من التفاعلات الكيميائية.
في حيث أن خصائص البن الأخضر تبقى ثابتة، تتغير خصائص البن المحمص؛ لذا يتم التحميص غالباً في مكان قريب من منطقة الاستهلاك. وهذا من شأنه أن يقلل الوقت المستغرق في نقل القهوة، ما يطيل فترة صلاحية التخزين والاستهلاك. يتم تحميص البن عادة بكميات تجارية، وعلى نطاق واسع، لكن يفضل بعض عشاق القهوة تحميصها منزلياً حتى يتحكموا بدرجة الطزاجة والنكهة المفضلة.

## التحميص المنزلي
يلجأ إلى التحميص المنزلي عندما تكون كمية بذور البن الأخضر المراد تحميصها صغيرة، للاستهلاك الشخصي. حتى في وقتنا هذا، لا زال العديد من مستهلكي القهوة يعدّون القهوة بتحميصها في المنزل بدلاً من شرائها من السوق. لكن أصبحت شعبية هذه العملية تتلاشى بسبب تواجد شركات متخصصة تجارية. في بعض الأحيان، ثمة ميزة اقتصادية، لكنها في المقام الأول ليست إلا وسيلة لتحقيق تحكم أفضل في نوعية وخصائص المنتج النهائي.

### درجات تحميص القهوة
توضح الصور التالية عملية تحميص عينات أخذت من نفس القطفة من البن البرازيلي الأخضر عند درجات حرارة مختلفة، مع توضيح أوصافها.
|  | 22 °م (72 °ف) بن أخضر حبوب البن الأخضر عند وصولها إلى الحوض. ويمكن تخزينها لمدة تصل إلى سنتين.                                                                                                   |  | 165 °م (329 °ف) مرحلة التجفيف عند تحميص حبوب البن فإنها تفقد الماء ويزيد حجمها.                                                                          |
|  | 196 °م (385 °ف) تحميص القرفة مستوى تحميص خفيف، ويكون مباشرة قبل حدوث التشقق الأول. لون بني فاتح، تمتاز الحبوب المحمصة بنكهة حمضية حادة وتشبه الشاي في خصائصها.                                   |  | 205 °م (401 °ف) تحميص نيوإنغلاند. لون بني معتدل. هذا النوع من التحميص هو المفضل لبعض المحامص، خاصة أنه يبرز المزايا الأصلية للقهوة فضلاً عن درجة الحموضة. |
|  | 210 °م (410 °ف) التحميص الأمريكي بني فاتح متوسط، بالاتجاه نحو نهاية الحوض. عملية تحميض شائعة لبعض أنواع البن الأصلي.                                                                             |  | 219 °م (426 °ف) تحميص المدينة بني متوسط، عملية شائعة في معظم محامص القهوة المتخصصة. وهي جيدة لتذوق الطابع الأصلي للبن                                    |
|  | 225 °م (437 °ف) تحميص المدينة الكامل بني غامق، ويظهر هنا لمعان الزيت، وتبدو مزايا التحميص ملحوظة. تكون العملية هنا في بداية الحوض الثاني. وهذا المستوى من التحميص مستخدم في خلطات قهوة اسبرسو.   |  | 230 °م (446 °ف) تحميص فيينا بني داكن معتدل ذات سطح زيتي خفيف، ذات طعم مر ونكهة كراميل. تصبح الخصائص مختلفة بالتحميص عند هذا المستوى.                     |
|  | 240 °م (464 °ف) التحميص الفرنسي بني داكن، يلمع من وجود الزيت، تدرج في الاحتراق وتراجع في الحموضة. في نهاية الحوض الثاني. تكون خصائص التحميص مهيمنة في هذا المستوى. تبدو هنا نكهة القهوة المحمصة. |  | 245 °م (473 °ف) التحميص الإيطالي بني داكن جداً وبراق، ذات نكهة محترقة، تختفى الحموضة في هذه المرحلة تقريباً، تكون الحبوب نحيلة.                            |
|  | 250 °م (482 °ف) التحميص الإسباني بني غامق جداً، يكاد يكون أسوداً وبراق جداً. ذات نكهة متفحمة. رقيقة ومسطحة.                                                                                         |  | |

## معرض صور

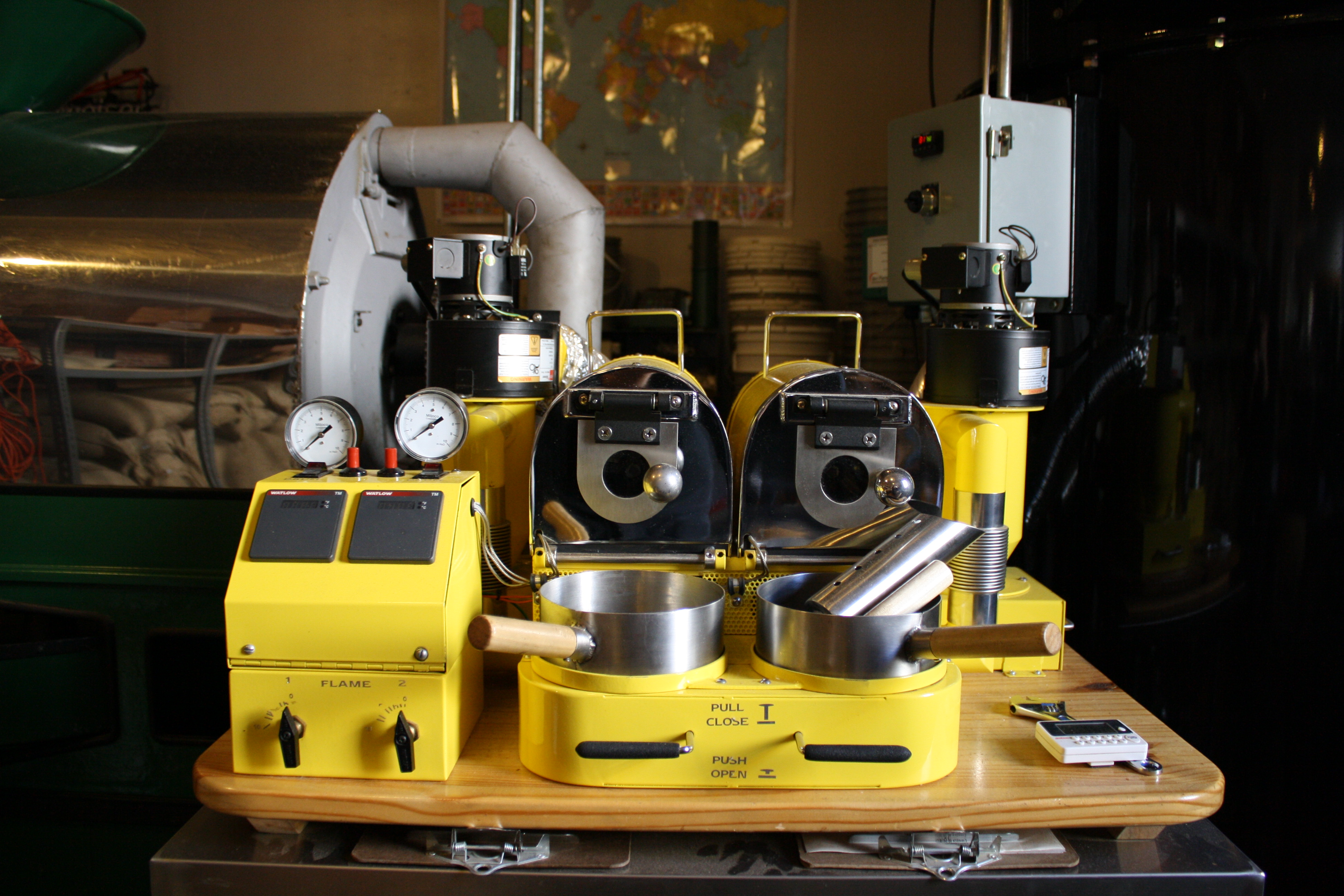
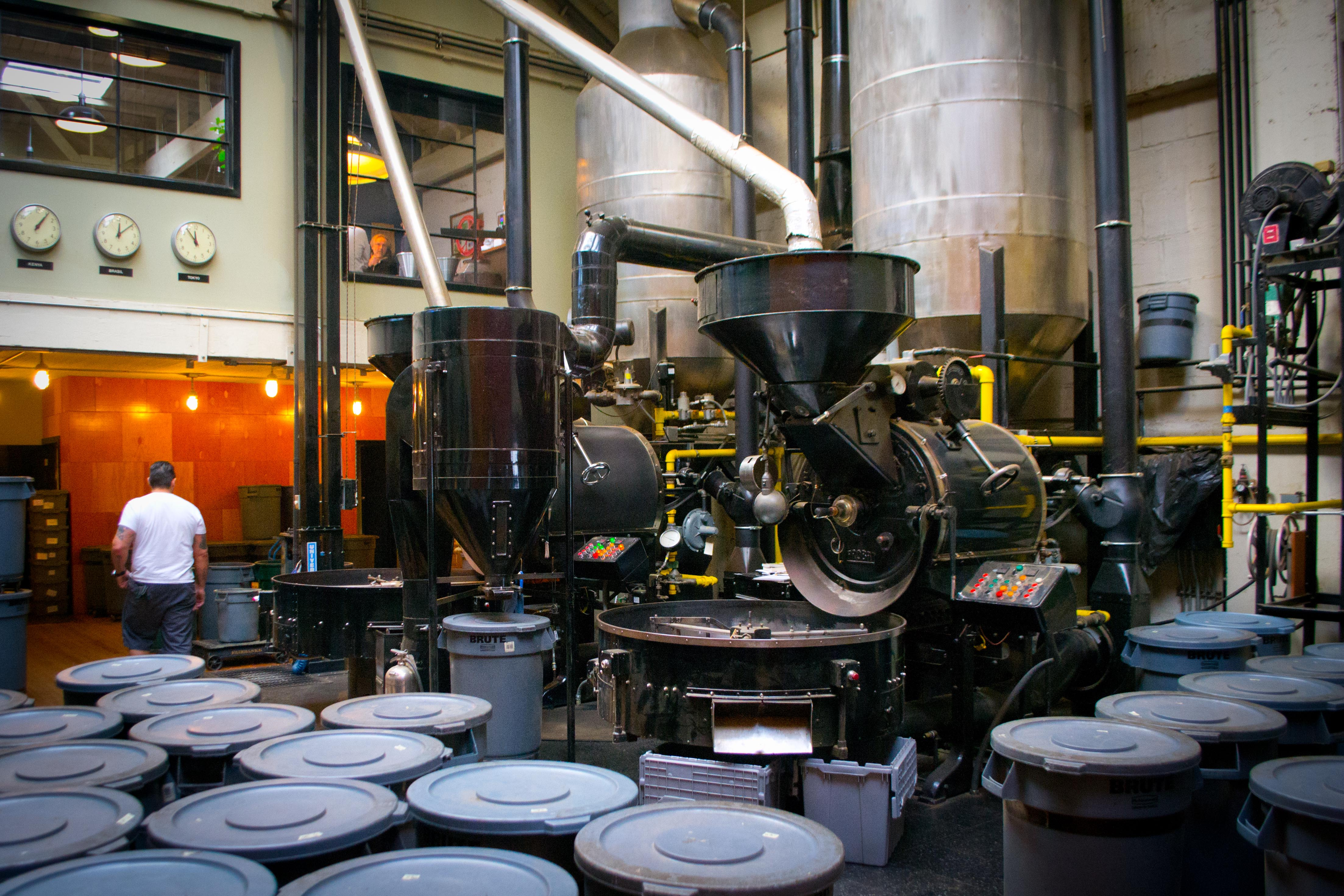
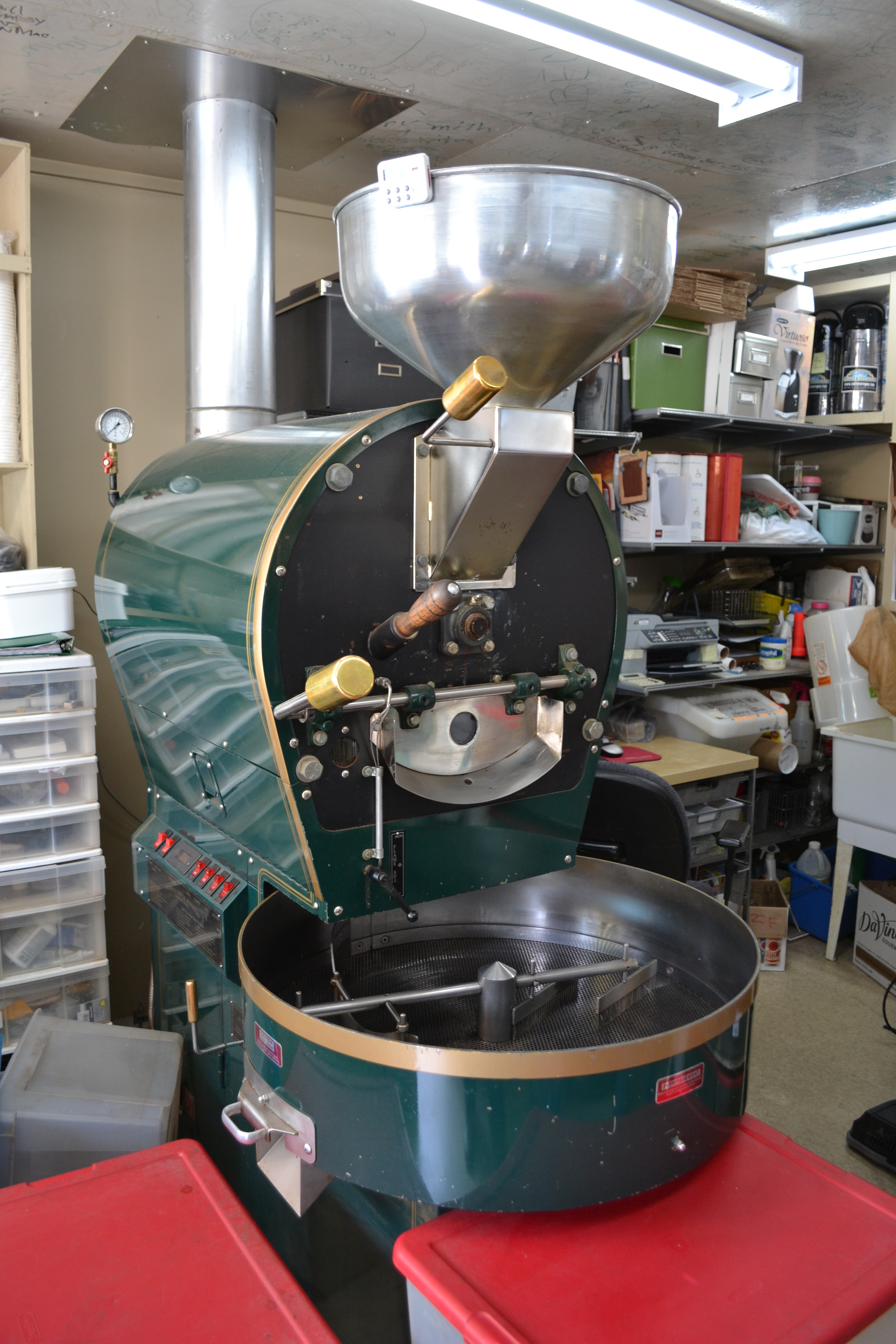
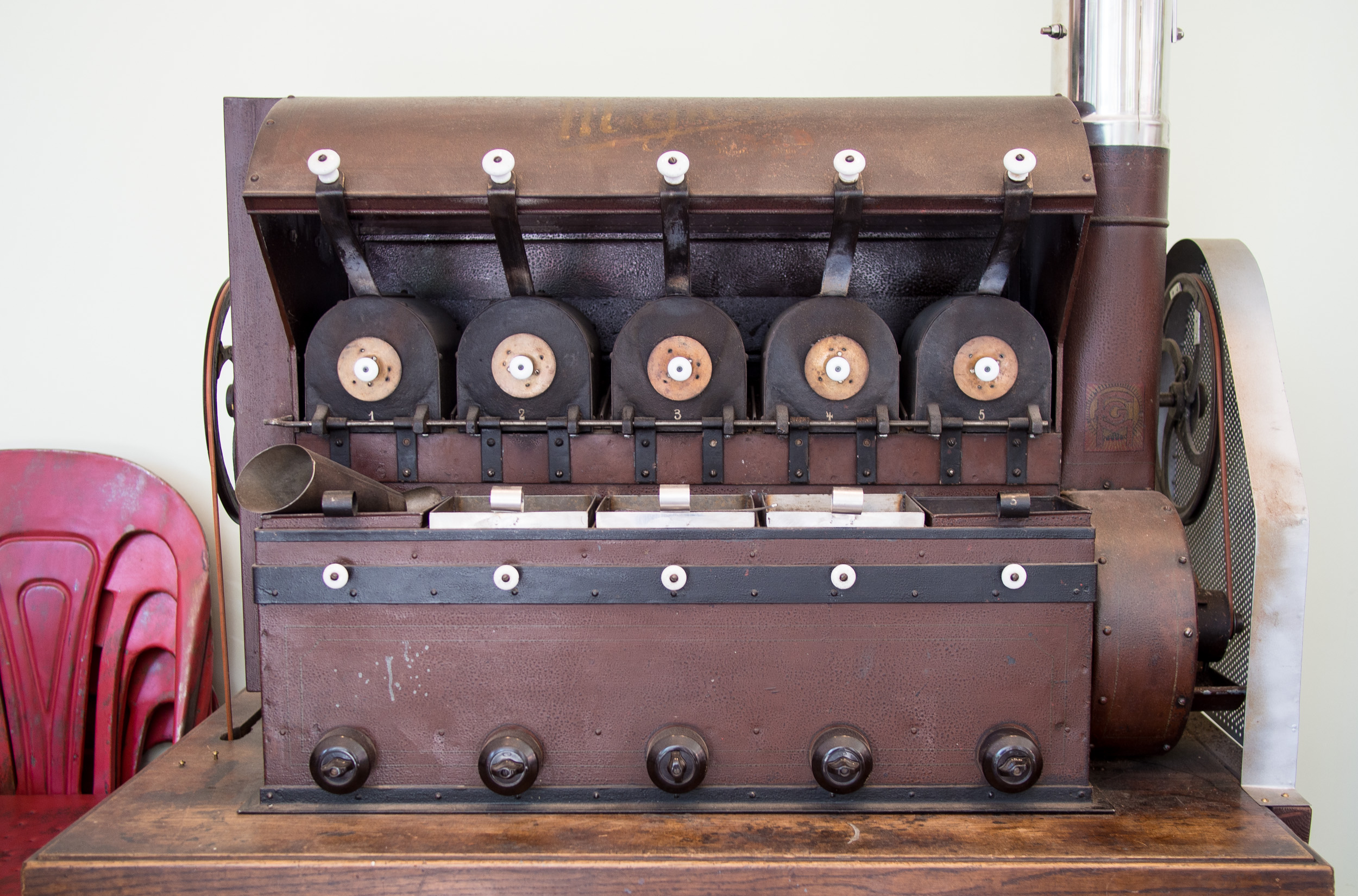